# Picnic (film din 1955)
Picnic (titlul original: în engleză Picnic) este un film dramatic american, realizat în 1955 de regizorul Joshua Logan, 
după piesa omonimă a scriitorului William Inge, protagoniști fiind actorii William Holden, Kim Novak, Rosalind Russell și Susan Strasberg. 

## Conținut
Un pierde-vară și fostă vedetă de fotbal, Hal Carter, caută de lucru într-un oraș mic din Kansas, sperând să fie sprijinit de vechiul său prieten Alan Benson. Când Hal tocmai ajunge în orășel, este „Ziua Muncii” iar locuitorii sunt ocupați cu pregătirile pentru tradiționalul picnic anual. Cu maniera sa onestă și aspectul sportiv, Hal reușește repede să trezească atenția femeilor. Chiar și fata bătrână, profesoara Rosemary, este imediat vrăjită de felul dur a lui Hal. 
La picnicul comun, Hal o întâlnește pe logodnica lui Alan, frumoasa localnică Madge. Ambii sunt atrași imediat unul de celălalt, spre nemulțumirea gelosului Alan și a mamei îngrijorate a lui Madge, Flo. Când situația se ascute și Alan îl insultă pe Hal, acesta pleacă de la picnic. Madge fuge după el și încearcă să-l convingă să rămână, astfel ajung să se apropie unul de celălalt.
După o discuție violentă cu Alan și poliția locală, Hal decide să plece din oraș cu un tren de marfă la Tulsa. Îi cere lui Madge să vină cu el, însă nu este sigură dacă va face acest pas. Abia când sora ei mai mică Millie o încurajează să-și urmeze îndemnul inimii, Madge își face bagajele pentru a începe viața împreună cu Hal.

## Distribuție
- William Holden – Hal Carter

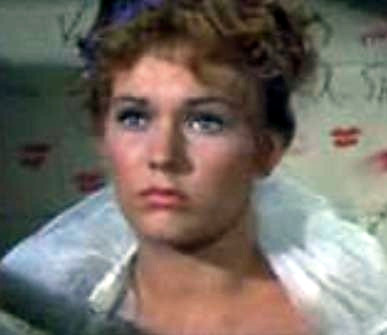
Kim Novak într-o scenă din film

- Kim Novak – Marjorie „Madge” Owens
- Rosalind Russell – Rosemary Sidney
- Betty Field – Flo Owens, mama lui Madge
- Susan Strasberg – Millie Owens, sora lui Madge
- Cliff Robertson – Alan Benson
- Arthur O’Connell – Howard Bevans
- Verna Felton – Helen Potts
- Reta Shaw – Irma Kronkite
- Nick Adams – Bomber
- Raymond Bailey – Mr. Benson
- Elizabeth Wilson – Christine Schoenwalder

## Muzica de film
Directorul muzical de la Columbia, Morris Stoloff, a realizat un medley între Moonglow, cunoscut și sub numele de Moonglow and Love, o melodie populară din 1933 pe muzică de Will Hudson și Irving Mills și Theme from Picnic, o piesă de succes compusă de George Duning și Steve Allen. Melodia a fost folosită în celebra scenă de dans dintre Holden și Novak.

## Premii și nominalizări
- 1956 – Premiile Oscar
  - Cele mai bune decoruri lui William Flannery, Jo Mielziner și Robert Priestley
  - Ccel mai bun montaj lui Charles Nelson și William A. Lyon
  - Nominalizare Cel mai bun film lui Fred Kohlmar
  - Nominalizare Cel mai bun regizor lui Joshua Logan
  - Nominalizare Cel mai bun actor în rol secundar lui Arthur O'Connell
  - Nominalizare Cea mai bună coloană sonoră lui George Duning
- 1956 – Globul de Aur
  - Cel mai bun regizor lui Joshua Logan
- 1957 – Premiile BAFTA
  - Nominalizare Cel mai bun film
  - Nominalizare Cel mai bun actor lui William Holden
  - Nominalizare Cea mai bună actriță lui Kim Novak
  - Nominalizare Cel mai promițător debutant lui Susan Strasberg
- 1955 – National Board of Review Award
  - Cele mai bune zece filme